# Proasellus lescherae
Proasellus lescherae là một loài chân đều trong họ Asellidae. Loài này được Henry & Magniez miêu tả khoa học năm 1978.